# Naturbahnrodel-Junioreneuropameisterschaft 2015
Die 33. FIL-Naturbahnrodel-Junioreneuropameisterschaft fand vom 5. bis 8. Februar 2015 in Oberperfuss in Österreich statt. Nach den Trainingsläufen und der Eröffnungsfeier am Freitag fielen am Samstag und Sonntag die Entscheidungen im Doppelsitzer und in den Einsitzerwettbewerben.

## Einsitzer Herren
| Platz | Name                | Zeit        |
| ----- | ------------------- | ----------- |
| 01    | Dominik Kirchmair   | 1:48,33 min |
| 02    | Alexei Martjanow    | + 1,62 s    |
| 03    | Thomas Unterholzner | + 1,73 s    |
| 04    | Marius Schmelzer    | + 1,85 s    |
| 05    | Armin Folie         | + 2,51 s    |
| 06    | Lukas Gasser        | + 2,66 s    |
| 07    | Thomas Hörburger    | + 3,02 s    |
| 08    | Laurin Kompatscher  | + 3,40 s    |
| 09    | Philip Haselrieder  | + 4,19 s    |
| 10    | Florian Markt       | + 4,20 s    |

28 von 28 gemeldeten und gestarteten Rodlern kamen in die Wertung.

## Einsitzer Damen
| Platz | Name                   | Zeit        |
| ----- | ---------------------- | ----------- |
| 01    | Darja Malejewa         | 1:50,29 min |
| 02    | Sara Bachmann          | + 00,05 s   |
| 03    | Greta Pinggera         | + 00,97 s   |
| 04    | Ljubow Starikowa       | + 01,68 s   |
| 04    | Michelle Diepold       | + 01,68 s   |
| 06    | Alexandra Pfattner     | + 02,69 s   |
| 07    | Maria Auer             | + 03,35 s   |
| 08    | Greta Oberrauch        | + 4,19 s    |
| 09    | Aleksandra Vinogradova | + 5,77 s    |
| 10    | Vanessa Stadler        | + 8,58 s    |

Von 16 gemeldeten und gestarteten Rodlerinnen kamen 16 in die Wertung

## Doppelsitzer
| Platz | Name                                  | Zeit        |
| ----- | ------------------------------------- | ----------- |
| 1     | Alexei Martjanow – Nikita Tarasov     | 1:56,83 min |
| 2     | Armin Folie – Elias Gruber            | + 1,54 s    |
| 3     | Giovanni Salvadori – Manuel Gaio      | + 6,60 s    |
| 4     | Josef Limmer – Oliver Schiller        | + 11,16 s   |
| 5     | Maxi Leiner – Maxi Seidl              | + 14,94 s   |
| 6     | Muhammet Dellalbasi – Coskun Ercoskun | + 22,42 s   |

Datum: 9. Februar 2013 (beide Wertungsläufe)
Alle 6 gemeldeten und gestarteten Doppelsitzer kamen 6 in die Wertung

## Medaillenspiegel
| Platz | Land       | Gold | Silber | Bronze | Gesamt |
| ----- | ---------- | ---- | ------ | ------ | ------ |
| 1.    | Russland   | 2    | 1      | —      | 3      |
| 2.    | Italien    | 0    | 2      | 3      | 5      |
| 3.    | Österreich | 1    | —      | —      | 1      |